# Nathan Fogaça
Nathan Fogaça (Palmeira, 1999. június 9. –) brazil labdarúgó, az amerikai Portland Timbers csatárja.

## Pályafutása
Fogaça a brazíliai Palmeira városában született. Az ifjúsági pályafutását a Coritiba akadémiájánál kezdte.
2018-ban mutatkozott be a Coritiba felnőtt keretében. A 2021-es szezonban az amerikai San Antonio csapatát erősítette kölcsönben. 2022. április 23-án kétéves szerződést kötött az észak-amerikai első osztályban érdekelt Portland Timbers együttesével. Először 2022. május 15-én, a Sporting Kansas City ellen hazai pályán 7–2-es győzelemmel zárult bajnokinin lépett pályára és egyben megszerezte első két gólját is a klub színeiben.

## Statisztikák
2023. június 25. szerint
| Klub             | Szezon   | Osztály  | Bajnokság | Bajnokság | Kupa  | Kupa | Nemzetközi | Nemzetközi | Összesen | Összesen |
| Klub             | Szezon   | Osztály  | Meccs     | Gól       | Meccs | Gól  | Meccs      | Gól        | Meccs    | Gól      |
| ---------------- | -------- | -------- | --------- | --------- | ----- | ---- | ---------- | ---------- | -------- | -------- |
| Portland Timbers | 2022     | MLS      | 11        | 2         | 1     | 0    | —          | —          | 12       | 2        |
| Portland Timbers | 2023     | MLS      | 14        | 1         | 2     | 0    | —          | —          | 16       | 1        |
| Összesen         | Összesen | Összesen | 25        | 3         | 3     | 0    | 0          | 0          | 28       | 3        |